# Tertulia

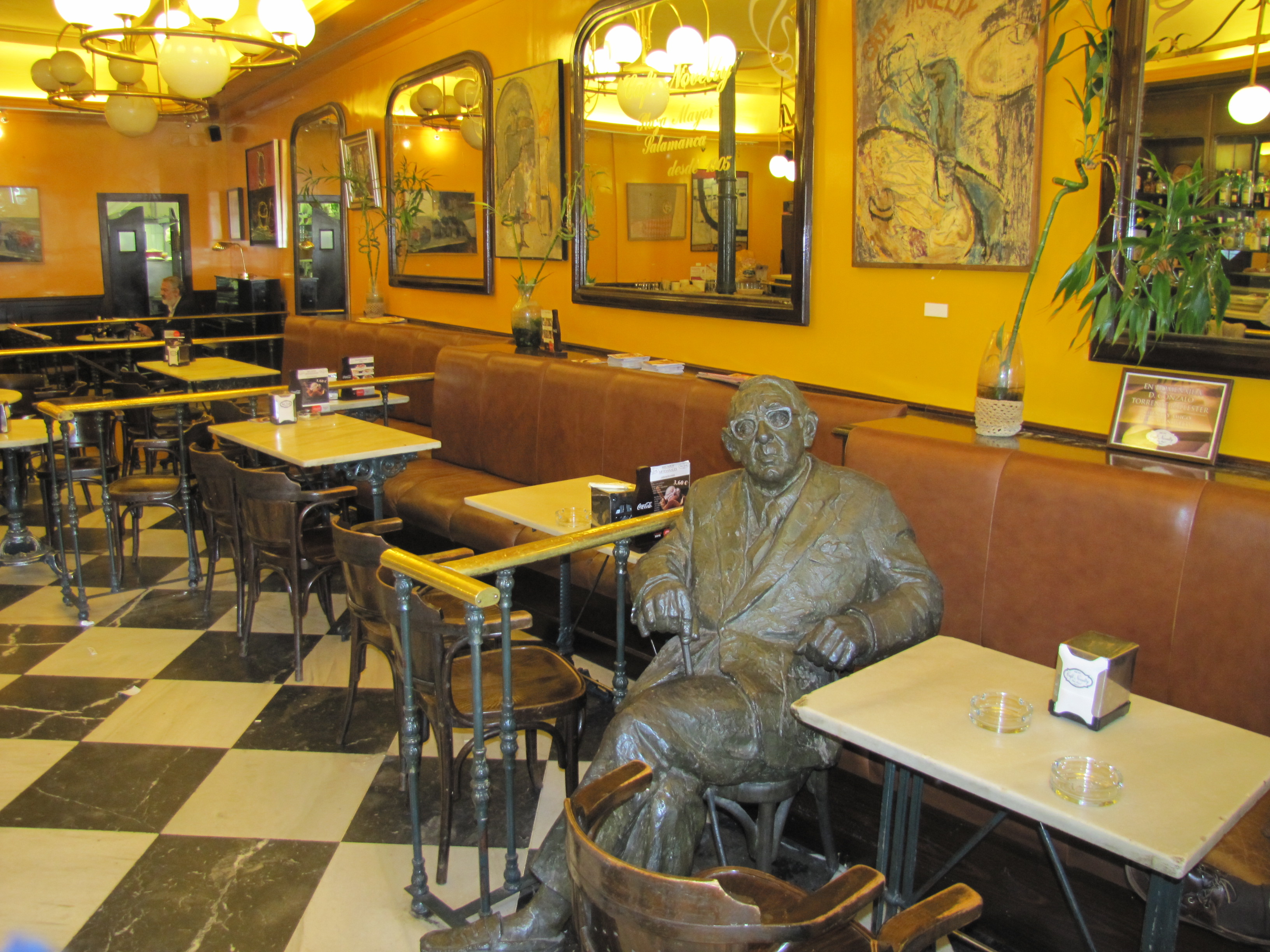
Interiör av miljö för tertulia-sammankomster i det litterära hundraåriga Café Novelty på Plaza Mayor i Salamanca. Skulpturen tillägnades år 2000 Gonzalo Torrente Ballester och är utförd av Fernando Mayoral.

En tertulia är ett ursprungligen spanskt begrepp som avser en social sammankomst med litterära eller artistiska övertoner, företrädesvis kring stambord på Iberiska halvön, i Spanien och i Latinamerika. Liknande företeelser finns på flera håll, och tidigare skulle att “hålla salong” hamna i angränsande kontext och miljö.

## Likartade begrepp
- Wienerkafé
- Kafferep
- Diskussionsklubb
- De sju vise i bambulunden
- Kotteri